# 兵庫県道201号明石港線
兵庫県道201号明石港線（ひょうごけんどう201ごう あかしこうせん）は、兵庫県明石市を通る一般県道である。

## 概要
明石市港町から明石市本町2丁目に至る。

### 路線データ
- 起点： 明石市港町（明石港）
- 終点： 明石市本町2丁目（兵庫県道718号明石高砂線交点）
- 総延長：500 m

## 地理

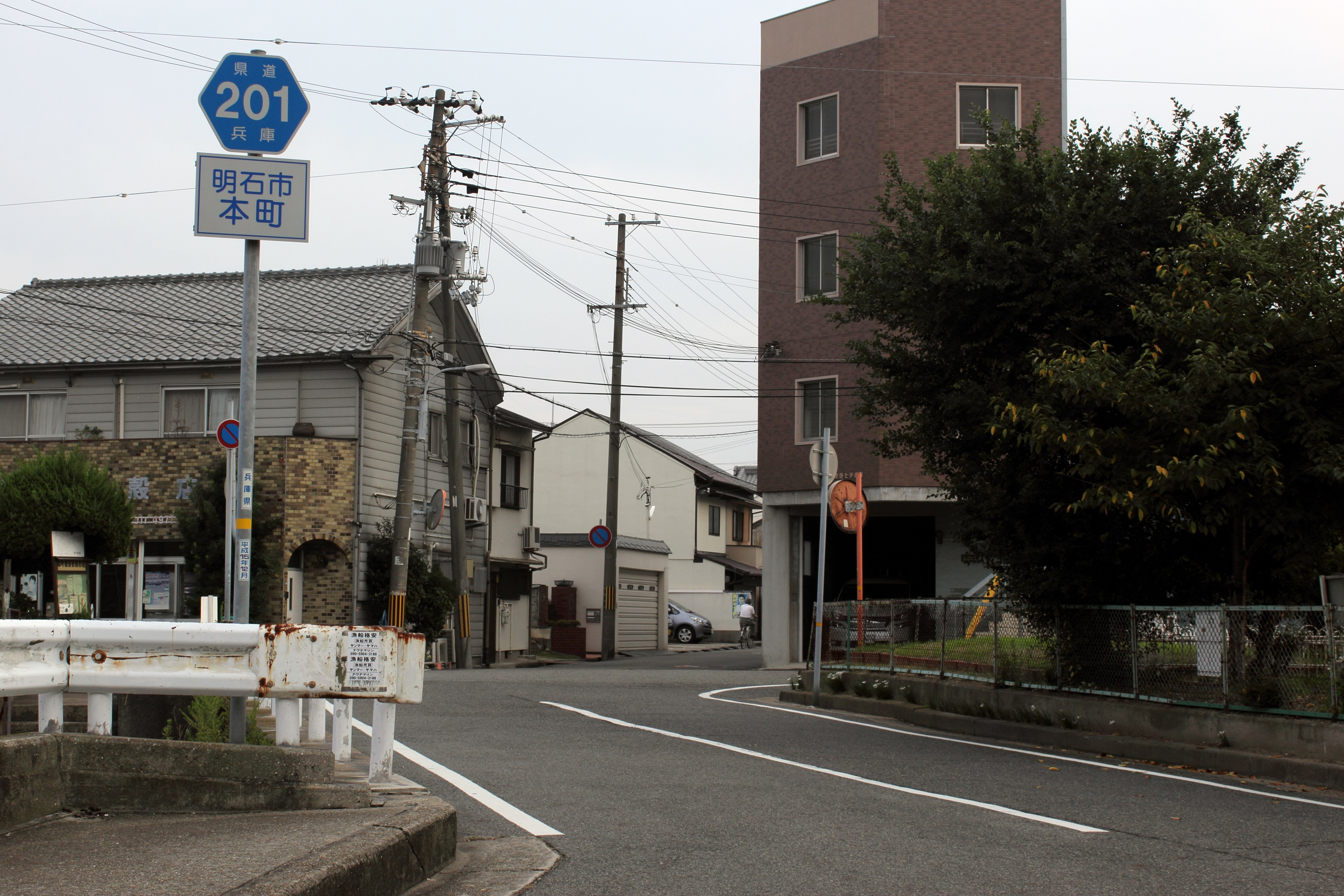
兵庫県道201号明石港線（左側が明石港）

### 通過する自治体
- 明石市

### 交差する道路
| 交差する道路            | 交差する場所 | 交差する場所 |
| ----------------------- | ------------ | ------------ |
| 兵庫県道718号明石高砂線 | 本町2丁目    | 終点         |

### 沿線
- 明石港